# Bom Jardim de Minas
Pour les articles homonymes, voir Bom Jardim.
Bom Jardim de Minas est une municipalité brésilienne de l'État du Minas Gerais et la microrégion d'Andrelândia.

## Histoire
En 1770, Arriaga Manoel de Oliveira, accompagné de sa femme et de ses six enfants, fonda la colonie de Campo Vermelho près de la ville actuelle. Ils ont été attaqués par une tribu d'Indiens qui habitaient la région et au cours de l'attaque, l'un de ses fils a été tué. Manoel Arriaga, très attristé par ce décès, s'est détourné de la colonie et s'est installé sur les rives du ruisseau Milho Branco où il a installé une ferme qui avec le temps est devenue la ville actuelle.
Des années plus tard, Manoel Arriaga reçoit la visite de l'illustre capitaine Antonio Correia de Lacerda et de sa famille. Il s'est joint à Manoel Arriaga pour agrandir la ferme et commencer la culture des terres à grande échelle.
À la demande du capitaine Lacerda, la chapelle de Bom Jardim, devenue aujourd'hui l'ancienne église paroissiale, a été érigée au centre du village.
Quelques années plus tard, avec l'union des familles Arriaga et Lacerda, la ferme reçut le nom de "Fazenda do Bom Jardim". Un jardin bien entretenu près de la ferme est à l'origine de ce nom.
Le 2 mai 1856, la loi provinciale n ° 761 a institué que le village de Senhor Bom Jesus do Bom Jardim serait rattaché à la municipalité de Turvo.
La loi d'État n ° 843 du 7 septembre 1923 a eu pour effet de renommer le district en «Bom Jardim», tout en continuant d'appartenir à la municipalité de Turvo. Peu de temps après, en vertu de la loi d'État n ° 1160, la ville de Turvo a changé de nom pour Andrelândia. La municipalité avec le nom de Bom Jardim, a été créée par décret-loi d'État n ° 148 du 17 décembre 1938. Elle se composait de deux districts: le siège, à l'origine une partie de la municipalité d'Andrelândia, et Taboão partie de la ville de Rio Preto . Par le décret-loi n ° 1058 du 31 décembre 1943, la ville de Bom Jardim a changé son nom en Bom Jardim de Minas et a inclus le nouveau district d'Arantina, séparé du siège du district. En 1962, Arantina a été émancipée et Bom Jardim de Minas est revenu à avoir les deux districts du siège et de Taboão.

## Géographie
La superficie de la municipalité est de 412,021 kilomètres carrés selon l'Institut brésilien de géographie et de statistiques. Situé sur les rives du Rio Grande dans la région sud de l'état de Minas Gerais et de la Serra da Mantiqueira.
Il est situé à 281 kilomètres de Belo Horizonte, la capitale de l'État. Le relief de la commune se compose de plateaux, avec une altitude moyenne de 1.100 mètres, cependant, cette moyenne diminue vers le Rio Grande, pour former la pluviométrie de plaine qui est contournée par la "mer de collines et de montagnes", avec un niveau topographique plus élevé. La Serra da Bandeira, à Taboão en est le point culminant à une altitude de 1733 mètres.
La région se compose de nombreuses montagnes de haute altitude avec de nombreuses sources d'eau, ce qui explique qu'il se trouve plusieurs cascades dans la région. Le cours supérieur du Rio do Peixe, l'un des plus grands fleuves de la région, est situé dans le district de collines de Taboão.

## Les maires de Bom Jardim de Minas
Au Brésil, dans les municipalités, les maires sont appelés prefeito.
| Période                                  | Période  | Identité                      | Étiquette                                    | Qualité |
| ---------------------------------------- | -------- | ----------------------------- | -------------------------------------------- | ------- |
| 1939                                     | 1946     | Americo Ferreira Pena         | Parti Progressiste                           | nommé   |
| 1946                                     | 1948     | Joaquim A. Souza Correia      |                                              | nommé   |
| 1948                                     | 1951     | Assis Rodrigues da Silva      |                                              | élu     |
| 1951                                     | 1955     | Geraldo Andrade               |                                              | élu     |
| 1955                                     | 1959     | José Landim (1)               | Parti social démocratique (Brésil, 1945-65)  | élu     |
| 1959                                     | 1963     | Octaviano Nardy Ribeiro (1)   | UDN                                          | élu     |
| 1963                                     | 1967     | José Landim (2)               |                                              | élu     |
| 1967                                     | 1971     | Altomare Orlando de Carvalho  | Mouvement Démocratique Brésilien (1966) (pt) | élu     |
| 1971                                     | 1972     | Bougleux José de Andrade      | Mouvement Démocratique Brésilien (1966) (pt) | élu     |
| 1972                                     | 1973     | Itacy Bougleux de Andrade     | Mouvement Démocratique Brésilien (1966) (pt) | élu     |
| 1973                                     | 1977     | Dimas Abbud                   | Alliance rénovatrice nationale               | élu     |
| 1977                                     | 1982     | Octaviano Nardy Ribeiro (2)   |                                              | élu     |
| 1983                                     | 1988     | Sebastiao Delgado de Almeida  | Parti démocratique social                    | élu     |
| 1989                                     | 1992     | Manoel Rodrigues              | Parti démocratique social                    | élu     |
| 1991                                     | 1992     | Manoel Rodrigues da Silva     |                                              | nommé   |
| 1993                                     | 1996     | Valtencir de Paula Nunes (1)  | Parti du Mouvement démocratique brésilien    | élu     |
| 1997                                     | 2000     | Genivaldo Marques de Paula    | Progressistas                                | élu     |
| 2001                                     | 2004     | Valtencir de Paula Nunes (2)  | Parti du Mouvement démocratique brésilien    | élu     |
| 2005                                     | 2008     | Carlos Roberto Marques        | Démocrates (Brésil) (Parti du Front Libéral) | élu     |
| 2009                                     | 2012     | Joaquim Laercio Rodrigues (1) | Parti du Mouvement démocratique brésilien    | élu     |
| 2013                                     | 2017     | Joaquim Laercio Rodrigues (2) | Parti du Mouvement démocratique brésilien    | réélu   |
| 2018                                     | en cours | Sergio Martins Dragão         | Démocrates (Brésil)                          | élu     |
| Les données manquantes sont à compléter. |          |                               |                                              |         |